# Liste der Landsyndizi der Niederlausitz
Die Liste der Landsyndizi enthält die Leiter der ständischen Kanzlei der Niederlausitz vom 16. Jahrhundert bis 1945.

## Aufgaben
Der Landsyndikus leitete die Versammlungen der Stände (Landtage). Er „hatte darüber zu wachen, daß der Verfassung und den Rechten der Stände kein Abbruch geschah, führte bei Versammlungen und Sitzungen den Vortrag und sprach im Namen der Stände bei Abordnungen, Huldigungen u. dgl.“

## Landsyndizi

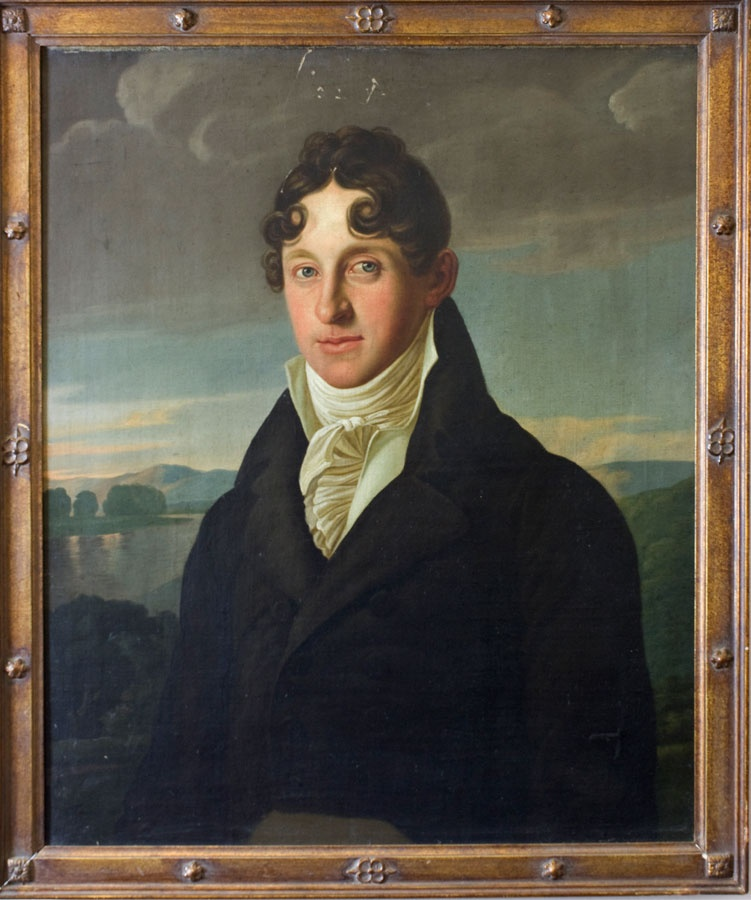
Christian Gottlob von Houwald (1781–1837)

Roderich von Bescherer (1841–1913)

- um 1545 D. Laurentius von Strauch (auf Niemitzsch, Biebersteinscher Kanzler zu Sorau), des Markgraftums Niederlausitz Syndikus[3]
- um 1574–1595 D. Andreas von Blauen, Heintzendorf und Seitwann, der Landstände des Markgraftums Niederlausitz Syndikus
- 1596–1617 Heinrich Otto von Gersdorff, Dobrilugk und Buchwäldchen, der Stände der Niederlausitz bestallter Landsyndikus (und Landrichter) († 1617)
- 1618–1620 Joachim von Köckritz, Bahnsdorf
- Vakanz
- 1624/1625 Gottfried von Wolffersdorf, Bornsdorf und Muckwar
- 1625–1631 Albrecht von Kindler,[4] Heintzendorf und Pohlo († 29. Januar 1631)
- 1633–1635 Heinrich von Maxen, (Nieder-)Jeser
- 1635–1639 D. Philipp Lochmann, Deulowitz
- 1639–1642 D. Henning Groß, Justizienrat und Prof. publ. in Wittenberg
- Vakanz
- 1662–1666 Alexander Jakob von Hoym, Kittlitz
- 1666–1676 Joachim Friedrich von Schlieben, Golzig
- 1676–1707 Kaspar Seyfried von Karaß, Krossen etc. († 1707)
- 1707–1714 Hans Heinrich von Karaß, Krossen (Sohn des Vorigen) († 1714)
- 1714–1721 Christian Ernst von Knoch, Pritzen
- 1721–1732 Johann August von Minckwitz, Rehnsdorf
- 1732–1743 Siegmund Ernst von Karaß († 11. Juni 1743)
- 1743–1752 Karl Siegmund von Zeschau, Garrenchen
- 1752–1760 Christian Wilhelm Karl von Stutterheim, Ogrosen etc., polnisch-kursächsischer Kammerherr
- 1760–1784 Johann Karl Gottlob von Walther und Croneck, Groß Mehßow, Geheimer Kriegsrat († 10. November 1790)
- 1784–1793 Gottlob Friedrich Leberecht von Stutterheim, Golßen Anteil etc.
- 1793–1797 George August Ernst Freiherr von Manteuffel, Erbmühle bei Groß Jehser, Appellations- und Konsistorial-Rat
- 1797–1809 Hans Carl Erdmann von Manteuffel, Geheimer Kriegsrat
- 1809–1810 George Adolf Wilhelm von Helbig, Werben (Peschens Erbbauergut), Legationsrat
- 1810–1821 Christian Gottlob von Houwald,[5] Skuhlen
- 1821–1845 Ernst von Houwald, Neuhaus († 28. Januar 1845)
- 1845–1858 Bernhard von Patow, Groß Jehser, Geheimer Regierungsrat († 7. September 1858)
- 1858–1871 Julius Wilhelm von Beerfelde, Jüritz, Geheimer Justizrat († 16. Oktober 1871)
- 1871–1883 Karl von Houwald, Neuhaus († 9. Januar 1883)
- 1883–1892 Wilhelm Freiherr von Buddenbrock, Jüritz († 8. Mai 1892)
- 1892–1901 Theodor Sack,[6] Kemmen († 16. November 1910)
- 1901–1913 Roderich von Bescherer, Simmersdorf ff. († 29. April 1913)
- 1913–1937 Wilhelm Graf von Pourtalès, Neudöbern († 28. April 1952)[7]
- 1938–1945 Erich von Mosch, Culm († 26. April 1945)[8][9]